# Reaktivni motor
Reaktivni motor, (ang. Jet Engine), pogovorno tudi reakcijski motor, je tip letalskega motorja z notranjim zgorevanjem, ki ustvarja potisk s curkom visokohitrostnega izpuha - reakcijo. Največkrat uporabljamo oznako reaktivni pogon za turboreaktivne letalske (ang. TurboJet) in turboventilatorske motorje (ang. TurboFan), ki poganjajo sodobna letala. Obstajajo pa tudi drugi reaktivni motorji: raketni motor, potisna cev, pulzni motor. 

## Zgodovina
Prvi reaktivni motor je bil parni aeolipile pred prvim stoletjem našega štetja, ki se je vrtel okrog svoje osi z reakcijo dveh curkov pare. Moderno reaktivno letalo je prvič vzletelo leta 1939.
Zanimivo je, da sta jih istočasno in neodvisno eden od drugega razvila v Nemčiji Hans von Ohain in Frank Whittle v Veliki Britaniji. Razlika je bila v vrsti uporabljenega kompresorja in sicer aksialni v nemškem in centrifugalni v britanskem. Bili so za 150 km/h hitrejši do najhitrejših batnih lovcev, imeli pa so zelo veliko porabo goriva in s tem kratek doseg. Ideja za zasnovo naj bi prišla iz turbopolnilnika, ki je povečeval sposobnosti batnih motorjev na višini, kjer je zrak redek.

## Delovanje
Za sestavne dele glej plinska turbina
Letalski reaktivni motorji delujejo na principu Braytonovega krožnega cikla.
Glavni sestavni deli turbinskega motorja:
1. Kompresor - stiska vstopni zrak
2. Zgorevalna komora - prostor kjer se doda gorivo in poteka zgorevanje
3. Turbina - žene kompresor
4. Izpušni del - kjer vroči del pospeši do izhodne hitrosti

Dejanski Braytonov cikel, ki se malce razlikuje od idealnega:
- adiabatni proces - Kompresija
- izobarni proces - Dodajanje toplote
- adiabatni proces - Ekspanzija
- izobarni proces - Odvod toplote

Razlika med turboreaktivnim in turboventilatorskim je uporaba ventilatorja pri slednjem. Ventilator deluje podobno kot propeler, premika hladni obtočni zrak. Pri turboreaktivnem motorju je ves zrak vroč (izpušni zrak). Pri turboventilatorskem pa je v sredini vroč in okrog njega hladen zrak (ki ima manjšo hitrost). Ventilator poganja nizkotlačna turbina (turbina nameščena na koncu motorja). Tako je turboventilatorski motor tišji in energijsko bolj učinkovit. Sodobni turboventilatorski dobijo več kot pol celotnega potiska s premikanjem hladnega zraka. 
Obtočno razmerje (masa hladnega zraka / vroč zrak) (ang. Bypass) je nekje dva pri vojaških motorjih, ki imajo dimenzijsko manjše motorje in potrebujejo veliko hitrost. Pri sodobnih potniških motorjih kot so General Electric GEnx in Rolls-Roce Trent je razmerje čez deset. Vsa sodobna letala uporabljajo turboventilatorske motorje, preprostih turboreaktivnih skoraj ne izdelujejo več.
Turboreaktivni dosežejo večje hitrost, največje okrog 3,2 Macha, turboventilatorski manj, okoli 2,5 Macha.

## Poraba goriva
Sodobni turboventilatorski motorji porabijo okrog 50 odstotkov manj goriva (kerozina) kot prvi turboreaktivni. Poraba sodobnih turbofanov za potnika na 100 kilometrov je primerljiva z batnimi zvezdastimi motorji iz 50. let 20. stoletja. Vendar pa turbofani omogočajo večjo potovalno hitrost, so bolj zanesljivi in zahtevajo manj vzdrževanja. 